# Meeting Hauts-de-France Pas-de-Calais 2024
Meeting Hauts-de-France Pas-de-Calais 2024, właśc. Meeting Hauts-de-France Pas-de-Calais Trophée EDF 2024 – 30. edycja międzynarodowego mityngu lekkoatletycznego, który odbył się 10 lutego 2024 w Arena Stade Couvert w Liévin.
Zawody były piątą odsłoną znajdującego się w kalendarzu World Athletics Indoor Tour Gold, cyklu najbardziej prestiżowych zawodów halowych, organizowanych pod egidą World Athletics w sezonie 2024.
Rozegranych zostało 15 konkurencji.

## Wyniki

### Mężczyźni
| Pozycja | Bieg | Tor | Zawodnik         | Państwo           | Czas  |
| ------- | ---- | --- | ---------------- | ----------------- | ----- |
| 01 !    | 1    | 5   | Erriyon Knighton | Stany Zjednoczone | 20,21 |
| 02 !    | 1    | 6   | Ryan Zézé        | Francja           | 20,56 |
| 03 !    | 2    | 6   | Blessing Afrifah | Izrael            | 20,69 |
| 4.      | 2    | 5   | Łukasz Żok       | Polska            | 20,98 |
| 5.      | 1    | 4   | Xavi Mo-Ajok     | Holandia          | 21,21 |
| 6.      | 2    | 4   | Hensley Paulina  | Holandia          | 21,38 |

| Pozycja | Bieg | Tor | Zawodnik              | Państwo         | Czas    | Pkt. |
| ------- | ---- | --- | --------------------- | --------------- | ------- | ---- |
| 01 !    | 1    | 4   | Eliott Crestan        | Belgia          | 1:45,10 | 10   |
| 02 !    | 2    | 5   | Mohamed Ali Gouaned   | Algieria        | 1:45,35 | 7    |
| 03 !    | 1    | 3   | Mariano García        | Hiszpania       | 1:45,50 | 5    |
| 4.      | 1    | 5   | Benjamin Robert       | Francja         | 1:45,70 | 3    |
| 5.      | 1    | 2   | Adrián Ben            | Hiszpania       | 1:46,06 |      |
| 6.      | 1    | 4   | Yanis Meziane         | Francja         | 1:46,08 |      |
| 7.      | 2    | 2   | Alex Ngeno Kipngetich | Kenia           | 1:47,21 |      |
| 8.      | 2    | 4   | Daniel Rowden         | Wielka Brytania | 1:47,38 |      |
| 9.      | 2    | 3   | Collins Kipruto       | Kenia           | 1:48,15 |      |
| 10.     | 2    | 6   | Simone Barontini      | Włochy          | 1:48,84 |      |
| 11.     | 2    | 4   | Kelvin Kimutai        | Kenia           | 1:49,21 |      |
| 12.     | 2    | 1   | Mostafa Smaili        | Maroko          | 1:49,38 |      |
| 13.     | 1    | 1   | Tony van Diepen       | Holandia        | 1:50,94 |      |
| 14 !    | 1    | 6   | Patryk Sieradzki      | Polska          | DNF     |      |
| 14 !    | 2    | 6   | Khalid Benmahdi       | Algieria        | DNF     |      |
| 16 !    | 1    | 6   | Tshepiso Masalela     | Botswana        | DNS     |      |

| Pozycja | Zawodnik                  | Państwo           | Czas    |
| ------- | ------------------------- | ----------------- | ------- |
| 01 !    | Azeddine Habz             | Francja           | 3:34,39 |
| 02 !    | Vincent Keter             | Kenia             | 3:34,44 |
| 03 !    | Robert Farken             | Niemcy            | 3:36,11 |
| 4.      | Adel Mechaal              | Hiszpania         | 3:37,23 |
| 5.      | Narve Gilje Nordås        | Norwegia          | 3:27,45 |
| 6.      | Tshepo Tshite             | Południowa Afryka | 3:37,56 |
| 7.      | Ignacio Fontes            | Hiszpania         | 3:37,86 |
| 8.      | Ruben Verheyden           | Belgia            | 3:39,19 |
| 9.      | Romain Mornet             | Francja           | 3:39,44 |
| 10.     | Teddese Lemi              | Etiopia           | 3:41,33 |
| 11.     | Pierrik Jocteur-Monrozier | Francja           | 3:46,35 |
| 12 !    | Ismael Debjani            | Belgia            | DNF     |
| 12 !    | Collins Kipruto           | Kenia             | DNF     |
| 12 !    | Adam Czerwiński           | Polska            | DNF     |

| Pozycja | Zawodnik                   | Państwo    | Czas    |
| ------- | -------------------------- | ---------- | ------- |
| 01 !    | Lamecha Girma              | Etiopia    | 4:51,23 |
| 02 !    | Samuel Pihlström           | Szwecja    | 5:00,01 |
| 03 !    | Charles Grethen            | Luksemburg | 5:01,89 |
| 4.      | Nicholas Griggs            | Irlandia   | 5:01,98 |
| 5.      | Federico Riva              | Włochy     | 5:02,67 |
| 6.      | Ferdinand Kvan Edman       | Norwegia   | 5:03,41 |
| 7.      | Benoît Campion             | Francja    | 5:04,55 |
| 8.      | Robin van Riel             | Holandia   | 5:06,10 |
| 9.      | Brian Komen                | Kenia      | 5:07,31 |
| 10.     | Melese Nberet              | Etiopia    | 5:07,54 |
| 11 !    | Samuel Zeleke              | Etiopia    | DNF     |
| 11 !    | Martin Desmidt             | Francja    | DNF     |
| 11 !    | Boaz Kiprugut              | Kenia      | DNF     |
| 11 !    | Mohad Abdikadar Sheikh Ali | Włochy     | DNF     |
| 11 !    | Moa Abounnachat Bollerød   | Norwegia   | DNF     |
| 11 !    | Adisu Girma                | Etiopia    | DNF     |

| Pozycja | Zawodnik        | Państwo    | Czas    | Pkt. |
| ------- | --------------- | ---------- | ------- | ---- |
| 01 !    | Selemon Barega  | Etiopia    | 7:31,38 | 10   |
| 02 !    | Biniam Mehary   | Etiopia    | 7:33,04 | 7    |
| 03 !    | Getnet Wale     | Etiopia    | 7:35,04 | 5    |
| 4.      | Dominic Lobalu  | Szwajcaria | 7:39,32 | 3    |
| 5.      | Mezgebu Sime    | Etiopia    | 7:40,81 |      |
| 6.      | Hugo Hay        | Francja    | 7:40,95 |      |
| 7.      | John Heymans    | Belgia     | 7:41,59 |      |
| 8.      | Samuel Tefera   | Etiopia    | 7:46,65 |      |
| 9.      | Per Svela       | Norwegia   | 8:00,97 |      |
| 10.     | Girma Diriba    | Etiopia    | 8:05,85 |      |
| 11 !    | Daniel Munguti  | Kenia      | DNF     |      |
| 11 !    | Filip Sasínek   | Czechy     | DNF     |      |
| 11 !    | Mounir Akbache  | Francja    | DNF     |      |
| 14 !    | Hagos Gebrhiwet | Etiopia    | DNS     |      |

| Pozycja | Tor | Zawodnik          | Państwo           | Czas |
| ------- | --- | ----------------- | ----------------- | ---- |
| 01 !    | 5   | Grant Holloway    | Stany Zjednoczone | 7,32 |
| 02 !    | 4   | Just Kwaou-Mathey | Francja           | 7,43 |
| 03 !    | 6   | Jakub Szymański   | Polska            | 7,48 |
| 4.      | 3   | Lorenzo Simonelli | Włochy            | 7,52 |
| 5.      | 1   | Michael Obasuyi   | Belgia            | 7,61 |
| 6.      | 2   | Enrique Llopis    | Hiszpania         | 7,62 |
| 7.      | 8   | Job Geerds        | Holandia          | 7,65 |
| 8.      | 7   | Elie Bacari       | Belgia            | 7,73 |

| Pozycja | Zawodnik             | Państwo           | Wynik | Pkt. |
| ------- | -------------------- | ----------------- | ----- | ---- |
| 01 !    | Sam Kendricks        | Stany Zjednoczone | 5,76  | 10   |
| 02 !    | Thibaut Collet       | Francja           | 5,70  | 7    |
| 03 !    | Piotr Lisek          | Polska            | 5,70  | 5    |
| 4.      | Menno Vloon          | Holandia          | 5,60  | 3    |
| 5.      | Bo Kanda Lita Baehre | Niemcy            | 5,60  |      |
| 5.      | Kurtis Marschall     | Australia         | 5,60  |      |
| 7.      | Torben Blech         | Niemcy            | 5,45  |      |
| 7.      | Baptiste Thiery      | Francja           | 5,45  |      |
| 7.      | Jacob Wooten         | Stany Zjednoczone | 5,45  |      |
| 10 !    | Ben Broeders         | Belgia            | NM    |      |

| Pozycja | Zawodnik             | Państwo      | Wynik | Pkt. |
| ------- | -------------------- | ------------ | ----- | ---- |
| 01 !    | Fabrice Zango        | Burkina Faso | 17,21 | 10   |
| 02 !    | Yasser Triki         | Algieria     | 17,18 | 7    |
| 03 !    | Jean-Marc Pontvianne | Francja      | 17,13 | 5    |
| 4.      | Emmanuel Ihemeje     | Włochy       | 16,93 | 3    |
| 5.      | Lázaro Martínez      | Kuba         | 16,87 |      |
| 6.      | Simo Lipsanen        | Finlandia    | 16,42 |      |
| 7.      | Tobia Bocchi         | Włochy       | 16,33 |      |

| Pozycja | Zawodnik         | Państwo         | Wynik | Pkt. |
| ------- | ---------------- | --------------- | ----- | ---- |
| 01 !    | Leonardo Fabbri  | Włochy          | 22,37 | 10   |
| 02 !    | Tom Walsh        | Nowa Zelandia   | 22,16 | 7    |
| 03 !    | Tomáš Staněk     | Czechy          | 21,32 | 5    |
| 4.      | Zane Weir        | Włochy          | 21,03 | 3    |
| 5.      | Bob Bertemes     | Luksemburg      | 21,01 |      |
| 6.      | Filip Mihaljević | Chorwacja       | 20,86 |      |
| 7.      | Scott Lincoln    | Wielka Brytania | 20,54 |      |

### Kobiety
| Pozycja | Bieg | Tor | Zawodniczka          | Państwo         | Czas  | Pkt. |
| ------- | ---- | --- | -------------------- | --------------- | ----- | ---- |
| 01 !    | 1    | 6   | Femke Bol            | Holandia        | 49,63 | 10   |
| 02 !    | 1    | 5   | Lieke Klaver         | Holandia        | 50,50 | 7    |
| 03 !    | 2    | 6   | Laviai Nielsen       | Wielka Brytania | 51,11 | 5    |
| 4.      | 2    | 5   | Andrea Miklós        | Rumunia         | 51,23 | 3    |
| 5.      | 1    | 3   | Naomi van der Broeck | Belgia          | 52,23 |      |
| 6.      | 1    | 4   | Amandine Brossier    | Francja         | 52,27 |      |
| 7.      | 2    | 2   | Camille Séri         | Francja         | 52,72 |      |
| 8.      | 3    | 4   | Nicole Yeargin       | Wielka Brytania | 53,49 |      |
| 9.      | 3    | 6   | Jessie Knight        | Wielka Brytania | 53,51 |      |
| 10.     | 3    | 5   | Ayomide Folorunso    | Włochy          | 53,54 |      |
| 11.     | 2    | 3   | Viivi Lehikkonen     | Finlandia       | 54,03 |      |
| 12.     | 2    | 4   | Eveline Saalberg     | Holandia        | 54,85 |      |
| 13.     | 3    | 3   | Lea Thery            | Francja         | 54,94 |      |
| 14.     | 3    | 2   | Kylie Lambert        | Belgia          | 55,15 |      |

| Pozycja | Tor | Zawodniczka         | Państwo         | Czas    |
| ------- | --- | ------------------- | --------------- | ------- |
| 01 !    | 6   | Jemma Reekie        | Wielka Brytania | 2:00,40 |
| 02 !    | 5   | Noélie Yarigo       | Benin           | 2:01,19 |
| 03 !    | 3   | Audrey Werro        | Szwajcaria      | 2:01,43 |
| 4.      | 5   | Halimah Nakaayi     | Uganda          | 2:01,46 |
| 5.      | 4   | Lore Hoffmann       | Szwajcaria      | 2:01,88 |
| 6.      | 2   | Eloisa Coiro        | Włochy          | 2:02,25 |
| 7.      | 2   | Léna Kandissounon   | Francja         | 2:02,88 |
| 8.      | 4   | Worknesh Mesele     | Etiopia         | 2:03,62 |
| 9.      | 1   | Agnès Raharolahy    | Francja         | 2:03,66 |
| 10 !    | 6   | Valentina Rosamilia | Szwajcaria      | DNF     |

| Pozycja | Zawodniczka          | Państwo         | Czas           | Pkt. |
| ------- | -------------------- | --------------- | -------------- | ---- |
| 01 !    | Freweyni Hailu       | Etiopia         | 3:57,24        | 10   |
| 02 !    | Diribe Welteji       | Etiopia         | 3:57,48        | 7    |
| 03 !    | Birke Haylom         | Etiopia         | 4:00,00        | 5    |
| 4.      | Habitam Alemu        | Etiopia         | 4:00,97        | 3    |
| 5.      | Sarah Healy          | Irlandia        | 4:03,83        |      |
| 6.      | Netsanet Desta       | Etiopia         | 4:04,24        |      |
| 7.      | Agathe Guillemot     | Francja         | 4:04,64 (,634) |      |
| 8.      | Revee Walcott-Nolan  | Wielka Brytania | 4:04,64 (,636) |      |
| 9.      | Esther Guerrero      | Hiszpania       | 4:05,27        |      |
| 10 !    | Salomé Afonso        | Portugalia      | DNF            |      |
| 10 !    | Naomi Korir          | Kenia           | DNF            |      |
| 10 !    | Axumawit Embaye      | Etiopia         | DNF            |      |
| 10 !    | Aneta Lemiesz        | Polska          | DNF            |      |
| 10 !    | Aleksandra Płocińska | Polska          | DNF            |      |
| 15 !    | Elise Vanderelst     | Belgia          | DNS            |      |

| Pozycja | Zawodniczka        | Państwo   | Czas    |
| ------- | ------------------ | --------- | ------- |
| 01 !    | Gudaf Tsegay       | Etiopia   | 8:17,11 |
| 02 !    | Hirut Meshesha     | Etiopia   | 8:29,71 |
| 03 !    | Beatrice Chepkoech | Kenia     | 8:30,87 |
| 4.      | Kassie Wubrist     | Etiopia   | 8:40,97 |
| 5.      | Winnie Jemutai     | Kenia     | 8:45,17 |
| 6.      | Agueda Marques     | Hiszpania | 8:46,24 |
| 7.      | Marwa Bouzayani    | Tunezja   | 8:46,45 |
| 8.      | Sembo Almayew      | Etiopia   | 8:53,64 |
| 9.      | Gela Hambese       | Etiopia   | 8:57,73 |
| 10.     | Ayal Dagnachew     | Etiopia   | 9:02,45 |
| 11.     | Mekides Alemeshete | Etiopia   | 9:10,65 |
| 12 !    | Lemlem Hailu       | Etiopia   | DNF     |
| 12 !    | Worknesh Mesele    | Etiopia   | DNF     |
| 12 !    | Lydia Lagat        | Kenia     | DNF     |
| 12 !    | Saron Berhe        | Etiopia   | DNF     |

| Pozycja | Tor | Zawodniczka      | Państwo  | Czas | Pkt. |
| ------- | --- | ---------------- | -------- | ---- | ---- |
| 01 !    | 4   | Tobi Amusan      | Nigeria  | 7,83 | 10   |
| 02 !    | 7   | Laëticia Bapté   | Francja  | 7,97 | 7    |
| 03 !    | 2   | Sarah Lavin      | Irlandia | 7,98 | 5    |
| 4.      | 3   | Charisma Taylor  | Bahamy   | 8,00 | 3    |
| 5.      | 1   | Solenn Compper   | Francja  | 8,03 |      |
| 6.      | 8   | Luca Kozák       | Węgry    | 8,22 |      |
| 07 !    | 6   | Nadine Visser    | Holandia | DNF  |      |
| 08 !    | 5   | Pia Skrzyszowska | Polska   | DQ   |      |

| Pozycja | Zawodniczka     | Państwo           | Wynik |
| ------- | --------------- | ----------------- | ----- |
| 01 !    | Eliza McCartney | Nowa Zelandia     | 4,84  |
| 02 !    | Wilma Murto     | Wielka Brytania   | 4,75  |
| 03 !    | Molly Caudery   | Finlandia         | 4,75  |
| 4.      | Alysha Newman   | Kanada            | 4,75  |
| 5.      | Margot Chevrier | Francja           | 4,65  |
| 6.      | Angelica Moser  | Szwajcaria        | 4,65  |
| 7.      | Tina Šutej      | Słowenia          | 4,65  |
| 8.      | Roberta Bruni   | Włochy            | 4,50  |
| 9.      | Ninon Chapelle  | Francja           | 4,50  |
| 10.     | Alix Dehaynain  | Francja           | NM    |
| 11 !    | Katie Moon      | Stany Zjednoczone | DNS   |

## Rekordy
Podczas mityngu ustanowiono 12 krajowych rekordów w kategorii seniorów:
| Zawodnik             | Reprezentacja | Konkurencja    | Rezultat |
| -------------------- | ------------- | -------------- | -------- |
| Blessing Afrifah     | Izrael        | bieg na 200 m  | 20,69    |
| Mohamed Ali Gouaned  | Algieria      | bieg na 800 m  | 1:45,35  |
| Azeddine Habz        | Francja       | bieg na 1500 m | 3:34,39  |
| Samuel Pihlström     | Szwecja       | bieg na 2000 m | 5:00,01  |
| Charles Grethen      | Luksemburg    | bieg na 2000 m | 5:01,89  |
| Federico Riva        | Włochy        | bieg na 2000 m | 5:02,67  |
| Ferdinand Kvan Edman | Norwegia      | bieg na 2000 m | 5:03,41  |
| Yasser Triki         | Algieria      | trójskok       | 17,18    |
| Leonardo Fabbri      | Włochy        | pchnięcie kulą | 22,37    |
| Sarah Healy          | Irlandia      | bieg na 1500 m | 4:03,83  |
| Agathe Guillemot     | Francja       | bieg na 1500 m | 4:04,64  |
| Marwa Bouzayani      | Tunezja       | bieg na 3000 m | 8:46,45  |